# Ibrahim Touré (futbolista nacido en 1999)
Ibrahim Touré (Bobo-Dioulasso, 22 de noviembre de 1999) es un futbolista burkinés que juega en la demarcación de centrocampista para el AS SONABEL de la Primera División de Burkina Faso.

## Selección nacional
Hizo su debut con la selección de fútbol de Burkina Faso el 16 de enero de 2021 en un encuentro del campeonato Africano de Naciones de 2020 contra Malí que finalizó con un resultado de 1-0 a favor del combinado maliense tras el gol de Siaka Bagayoko.

## Clubes
| Club                       | País         | Año       | Partidos | Goles |
| -------------------------- | ------------ | --------- | -------- | ----- |
| RC Bobo-Dioulasso          | Burkina Faso | 2017-2019 |          |       |
| Étoile Filante Ouagadougou | Burkina Faso | 2019-2021 | 33       | 0     |
| AS SONABEL                 | Burkina Faso | 2021-     | 65       | 0     |